# علي ملك
علي ملك هي قرية في مقاطعة نقدة، إيران. يقدر عدد سكانها بـ 159 نسمة بحسب إحصاء 2016.